# James White (film)
Pour plus de détails, voir Fiche technique et Distribution.
James White est un film dramatique américain écrit et réalisé par Josh Mond, sorti en 2015.
Il a reçu le prix du public au Festival du film de Sundance, et a été en compétition pour le Léopard d'or du Festival international du film de Locarno, et le Prix Révélation Kiehl's au 41e Festival du film américain de Deauville.

## Synopsis
James White est un garçon perturbé d’une vingtaine d’années, qui tente de garder la tête hors de l’eau dans un New York frénétique. Alors qu’il se retire encore davantage dans un mode de vie hédoniste, le combat que livre sa mère avec une grave maladie connaît une série de revers qui l’obligent à assumer davantage de responsabilités.

## Fiche technique
- Titre original : James White
- Réalisation et scénario : Josh Mond
- Photographie : Mátyás Erdély
- Montage : Matthew Hannam
- Musique : Kid Cudi
- Production : Max Born, Antonio Campos, Sean Durkin, Melody C. Roscher, F.A. Eric Schultz
- Sociétés de production : BorderLine Films et Relic Pictures
- Société de distribution : The Film Arcade (USA)
- Durée : 85 minutes
- Pays d'origine :  États-Unis
- Genre : Drame
- Langue originale : anglais
- Dates de sortie :
  - États-Unis : 23 janvier 2015 (Festival du film de Sundance 2015) ; 13 septembre 2015 (sortie nationale)

## Distribution
- Christopher Abbott : James White
- Cynthia Nixon : Gail White
- Scott Mescudi : Nick
- Makenzie Leigh : Jayne
- Ron Livingston : Ben
- David Call : Elliot

## Production
Le film a été dévoilé lors de l'ouverture du Festival international du film de Locarno 2015 dans la catégorie "compétition", au côté de Ricki and the Flash (catégorie Piazza Grande).
En septembre 2015 le film est présenté en France dans le cadre du Festival du cinéma américain de Deauville.

## Distinctions

### Récompenses
- Festival du film de Sundance 2015 : Prix du public « Best of NEXT »
- Festival du cinéma américain de Deauville 2015 : Prix Kiehl's de la Révélation

### Sélections et nominations
- Festival international du film de Locarno 2015 : sélection officielle
- Gotham Awards 2015 :
  - Bingham Ray Breakthrough Director pour Josh Mond
  - Meilleur acteur pour Christopher Abbott